# Terezínské listy
Terezínské listy (zkratka TL) jsou historickým sborníkem, který od roku 1970 vydává Památník Terezín. Vytvořeny byly společně s nakladatelstvím Dialog, od roku 1971 vycházely v Severočeském nakladatelství v Ústí nad Labem a od roku 1993 ve spolupráci s Nakladatelstvím OSWALD Praha. 
Jedná se o vědeckou ročenku zaměřenou především na perzekuční problematiku německé okupační moci v českých zemích a v okupované Evropě v letech 1933–1945, na dějiny konečného řešení židovské otázky, na úlohu Terezína a osudy jeho vězňů. 
Do Terezínských listů přispívá řada českých i zahraničních historiků a jsou v nich uveřejňovány dosud nepublikované dokumenty a fotografie, umělecká tvorba a vzpomínky. 
V průběhu let byli vedoucími redaktory Milena Králová, Oldřich Škrbel, v letech 1975–1990 nebyli uváděni, dále Milan Balcar, Ludmila Chládková a Langhamerová.